# Diglossie
Diglossie is een vorm van maatschappelijke tweetaligheid waarbij twee afzonderlijke talen of variëteiten van dezelfde taal elk in duidelijk afgebakende leefsituaties worden gebruikt. Diglossie vormt daarnaast binnen de sociolinguïstiek een belangrijk onderdeel van de studie van het verband tussen een code (in dit geval de taal) en sociale structuur. Bij een postcreools continuüm is meestal sprake van diglossie tussen de creooltaal en de superstraattaal.
In een enge definitie van 'diglossie' onderscheidt men in diglossische gemeenschappen een 'hoge' (H) en een 'lage' (L) variëteit. Zo zijn veel streken in Nederland en Vlaanderen diglossisch: in informele contacten tussen bekenden wordt dialect of een streektaal gebruikt, in formelere situaties of in de omgang met vreemden wordt voor het Nederlands gekozen.
Het begrip 'diglossie' komt van het Griekse 'di-glossia', tweetaligheid. Het werd geïntroduceerd door de taalkundige C.A. Ferguson.

## Voorbeelden
In Zuid-Afrika was diglossie tussen Nederlands en Afrikaans erg duidelijk aanwezig. 
Ferguson vond diglossische situaties in onder andere Marokko, waar het Klassiek Arabisch de H-functies vervult en de Marokkaans-Arabische omgangstaal de L-functies, en in Paraguay, waar het Spaans de H- en het Guaraní de L-functies vervult. 
In Haïti is het Frans de H-taal die in het onderwijs, kranten en officiële documenten wordt gebruikt, terwijl het Haïtiaans-Creools er de L-taal is. Dit was ook lang zo met het Frans in België, wat uiteindelijk leidde tot de verfransing van Brussel, maar niet van de rest van Vlaanderen.
Een duidelijke situatie van diglossie deed zich tot 1974 ook voor in Griekenland (zie: katharevousa en dimotiki).
Het Duitstalige deel van Zwitserland is ook een typisch voorbeeld. In geschrifte wordt Hoogduits gebruikt (vaak "Schriftdeutsch" genoemd), terwijl in de dagelijkse omgang vrijwel uitsluitend de verschillende dialecten van het sterk daarvan afwijkende Zwitserduits worden gebruikt.

## Ontsporing
Indien diglossie ontaardt door een politiek of sociaal-economisch conflict, ontspoort het en geeft het aanleiding tot taaldiscriminatie.